# Biel (okres Trebišov)
Biel (v minulosti Bílé, maďarsky Bély) je obec na Slovensku v okrese Trebišov. V obce je základní škola s vyučovacím jazykem maďarským.

## Symboly obce
Podle heraldického rejstříku  má obec následující symboly, které byly přijaty 9. listopadu 1995. Byly vytvořeny podle otisku pečetidla z roku 1787.

### Znak
V modrém štítě stříbrná kotva se zlatým okem, ověnčená dvěma zlatými ratolestmi.

### Vlajka
Vlajka má podobu pěti podélných pruhů stejné šířky v pořadí žlutý, modrý, bílý, modrý a bílý pruh. Vlajka
má poměr stran 2:3 a ukončena je třemi cípy, tj. dvěma zástřihy, sahajícími do třetiny jejího listu.